# Герцоги Орлеанские
Герцог Орлеанский (фр. Duc d'Orléans) — титул французской королевской семьи, присваиваемый с XIV века. Титул присваивался принцу крови (не следует путать с Орлеанским домом, которые сделали из родового титула часть собственной фамилии), второму сыну короля (или старшему из младших братьев короля). Таким образом, они сформировали побочную линию французской королевской семьи, с возможным правом наследования трона в случае пресечения основной линии.
В период старого режима обладатель звания нередко играл важную политическую роль. Орлеанские герцоги (изначально это был титул) дома Валуа взошла на престол вместе с Людовиком XII (XV век). Луи Филипп II (из 10 креации линии Бурбон-Орлеанских, созданной в 1660 году), пятый герцог Орлеанский, способствовал падению старого режима. Во главе ретроспективно названной 'орлеанистской' фракции, сосредоточенной в Пале-Рояль, он оспаривал полномочия своего кузена Людовика XVI, находившегося в соседнем Лувре. Его сын, Луи-Филипп I, в конечном счете, взошёл на престол после июльской революции 1830 года как король французов. Потомки этой семьи являются орлеанистскими претендентами на французский трон; несколько членов современного Орлеанского дома носили титул герцога Орлеанского. Носитель титула именуется ныне Его Светлость.

## ДомВалуа

### Первая креация (1344)
| Изображение | Имя          | Годы жизни                    | Годы титулования      | Родители                    |
| ----------- | ------------ | ----------------------------- | --------------------- | --------------------------- |
|             | Филипп Валуа | 1 июля 1336 — 1 сентября 1376 | 1344 –1 сентября 1376 | Филипп VI Жанна Бургундская |

### Вторая креация (1392)
| Изображение | Имя        | Годы жизни                     | Годы титулования    | Родители                                        |
| ----------- | ---------- | ------------------------------ | ------------------- | ----------------------------------------------- |
|             | Людовик I  | 13 марта 1372 – 23 ноября 1407 | 1392–23 ноября 1407 | Карл V Жанна де Бурбон                          |
|             | Карл I     | 24 ноября 1394 – 5 января 1465 | 1407–5 января 1465  | Людовик I, герцог Орлеанский Валентина Висконти |
|             | Людовик II | 27 июня 1462 – 1 января 1515   | 1465–1 января 1515  | Карл I, герцог Орлеанский Мария Клевская        |

### Третья креация (1519)
| Изображение | Имя      | Годы жизни                   | Годы титулования                    | Родители                    |
| ----------- | -------- | ---------------------------- | ----------------------------------- | --------------------------- |
|             | Генрих I | 31 марта 1519 – 10 июля 1559 | 1519–10 августа 1536 (стал дофином) | Франциск I Клод Французская |

### Четвёртая креация (1536)
| Изображение | Имя     | Годы жизни                       | Годы титулования                | Родители                    |
| ----------- | ------- | -------------------------------- | ------------------------------- | --------------------------- |
|             | Карл II | 22 января 1522 – 9 сентября 1545 | 10 августа 1536–9 сентября 1545 | Франциск I Клод Французская |

### Пятая креация (1549)
| Изображение | Имя         | Годы жизни                       | Годы титулования               | Родители                   |
| ----------- | ----------- | -------------------------------- | ------------------------------ | -------------------------- |
|             | Людовик III | 3 февраля 1549 – 24 октября 1550 | 3 февраля 1549—24 октября 1550 | Генрих II Екатерина Медичи |

### Шестая креация (1550)
| Изображение | Имя                  | Годы жизни                 | Годы титулования                                   | Родители                   |
| ----------- | -------------------- | -------------------------- | -------------------------------------------------- | -------------------------- |
|             | Карл III Максимилиан | 27 июня 1550 – 30 мая 1574 | 27 июня 1550—5 декабря 1560 (стал королём Франции) | Генрих II Екатерина Медичи |

### Седьмая креация (1560)
| Изображение | Имя        | Годы жизни                        | Годы титулования                                  | Родители                   |
| ----------- | ---------- | --------------------------------- | ------------------------------------------------- | -------------------------- |
|             | Генрих III | 19 сентября 1551 – 2 августа 1589 | 5 декабря 1560–30 мая 1574 (стал королём Франции) | Генрих II Екатерина Медичи |

## ДомБурбонов

### Восьмая креация (1607)
| Изображение | Имя         | Годы жизни                      | Годы титулования              | Родители               |
| ----------- | ----------- | ------------------------------- | ----------------------------- | ---------------------- |
|             | Николя Анри | 16 апреля 1607 – 17 ноября 1611 | 16 апреля 1607–17 ноября 1611 | Генрих IV Мария Медичи |

### Девятая креация (1626)
После смерти Николаса Генриха его младший брат Гастон получил орлеанский титул, но официально не титуловался как «герцог Орлеанский» до своего брака с наследницей Марией де Бурбон, герцогиней де Монпансье в собственном праве, которая была обручена с Николасом Генрихом в трёхлетнем возрасте. Гастон и Мария стали родителями Анны Марии Луизы Орлеанской, герцогини Монпансье. С её смертью в 1693 году большая часть богатства герцогини отошла её кузену Филиппу I Орлеанскому.
| Изображение | Имя    | Годы жизни                      | Годы титулования              | Родители               |
| ----------- | ------ | ------------------------------- | ----------------------------- | ---------------------- |
|             | Гастон | 25 апреля 1608 – 2 февраля 1660 | 6 августа 1626–2 февраля 1660 | Генрих IV Мария Медичи |

### Бурбон-Орлеанский дом

#### Десятая креация (1660)
После смерти Гастона Орлеанского Орлеанский апанаж отошёл к короне и позднее был пожалован Филиппу I Французскому, единственному брату короля Людовика XIV. Филипп и его вторая жена Елизавета Шарлотта Пфальцская основали современный Орлеанский дом. Их сын Филипп стал регентом при малолетнем короле Людовике XV.
Первые два герцога именовались Королевскими высочествами (фр. Altesse royale); их наследники именовались Их Светлостями. После 1709 года герцоги Орлеанские были первыми принцами крови — это означает, что они именовались при дворе месье принц и были в очереди на французский трон сразу после потомков Людовика XIV.
| Изображение | Имя                               | Годы жизни                        | Годы титулования                                     | Родители                                                |
| ----------- | --------------------------------- | --------------------------------- | ---------------------------------------------------- | ------------------------------------------------------- |
|             | Филипп I                          | 21 сентября 1640 — 8 июня 1701    | 10 мая 1661—8 июня 1701                              | Людовик XIII Анна Австрийская                           |
|             | Филипп II                         | 2 августа 1674 — 2 декабря 1723   | 8 июня 1701—2 декабря 1723                           | Филипп I Орлеанский Елизавета Шарлотта Пфальцская       |
|             | Людовик                           | 4 августа 1703 — 4 февраля 1752   | 2 декабря 1723—4 февраля 1752                        | Филипп II Орлеанский Франсуаза-Мария де Бурбон          |
|             | Луи-Филипп I                      | 12 мая 1725 — 18 ноября 1785      | 4 февраля 1752—18 ноября 1785                        | Людовик Орлеанский Августа Баден-Баденская              |
|             | Луи Филипп II                     | 13 апреля 1747 — 6 ноября 1793    | 18 ноября 1785—6 ноября 1793                         | Луи-Филипп I Луиза Генриетта де Бурбон                  |
|             | Луи Филипп III                    | 6 октября 1773 — 26 августа 1850  | 6 ноября 1793—26 августа 1830 (стал королём Франции) | Луи Филипп II Мария-Аделаида де Бурбон                  |
|             | Фердинанд Филипп                  | 3 сентября 1810 — 13 июля 1842    | 26 августа 1830—13 июля 1842                         | Луи Филипп III Мария Амалия Неаполитанская              |
|             | Луи-Филипп (не использовал титул) | 24 августа 1838 — 8 сентября 1894 | 13 июля 1842—8 сентября 1894                         | Фердинанд Филипп Орлеанский Елена Мекленбург-Шверинская |
|             | Филипп (спорно)                   | 24 августа 1869 — 28 марта 1926   | 8 сентября 1894—28 марта 1926                        | Луи-Филипп, граф Парижский Мария Изабелла Орлеанская    |

#### Другие
- Франсуа Гастон Майкл Мария Орлеанский (1935—1960), второй сын Луи-Филиппа, графа Парижского, рассматривается как герцог Орлеанский посмертной креации.

#### Современность
- Легитимисты признают герцогом Орлеанским Генриха Орлеанского — главу Орлеанского дома, наследовавшего титул по мужской линии от Филиппа I Орлеанского.
- Орлеанисты признают герцогом Орлеанским Жака Орлеанского[фр.], младшего брата Генриха Орлеанского, графа Парижского. По мнению орлеанистов, титул должен был слиться с короной. Жак — младший из двух братьев-близнецов (другой — Мишель, граф д’Эврё), однако орлеанисты считают, что Жак родился первым и, таким образом, считают его старшим из младших братьев графа Парижского, которого признают королём.